# Raumflugplanetarium „Juri Gagarin“ Cottbus

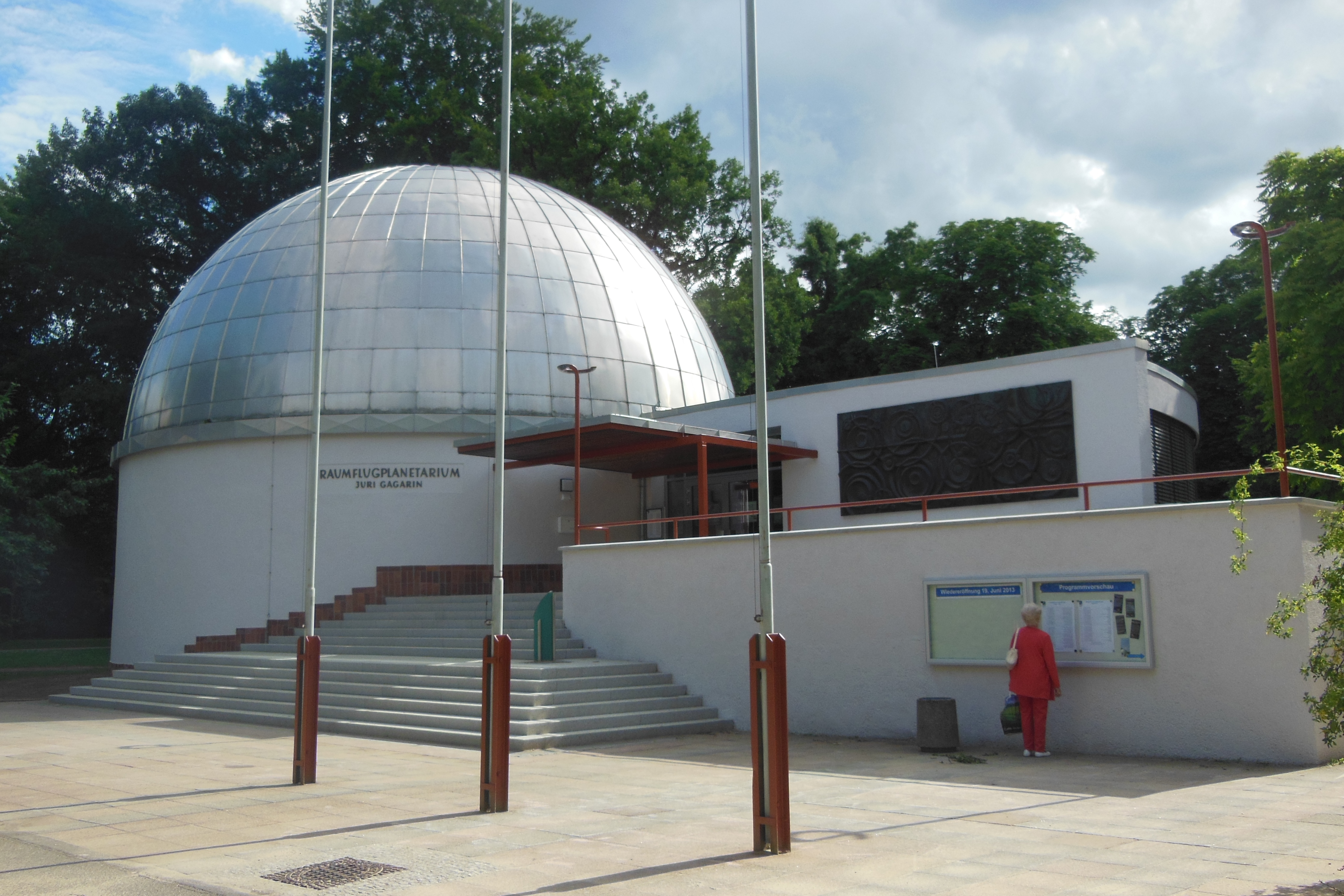
Planetarium – Ostseite

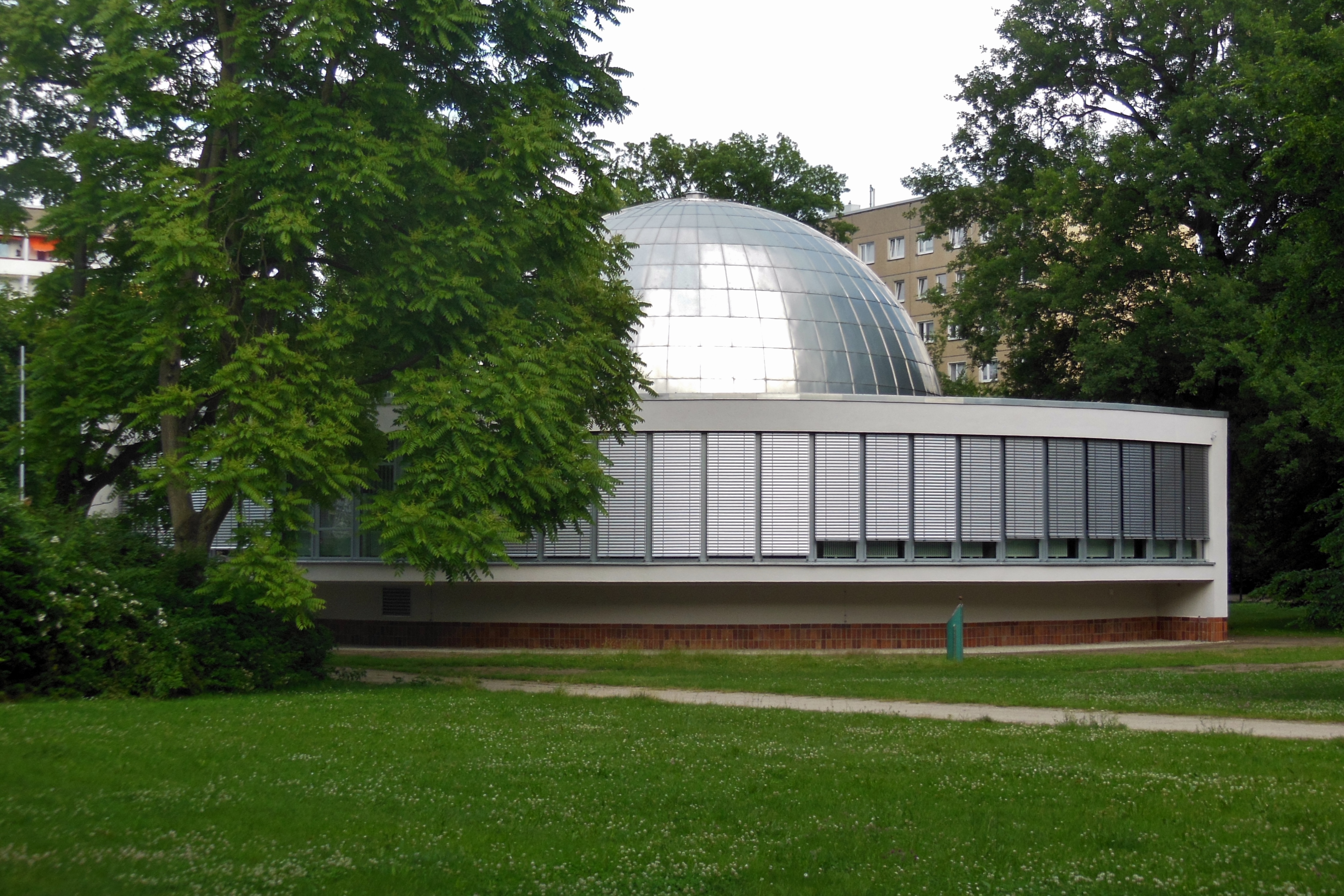
Planetarium – Westseite

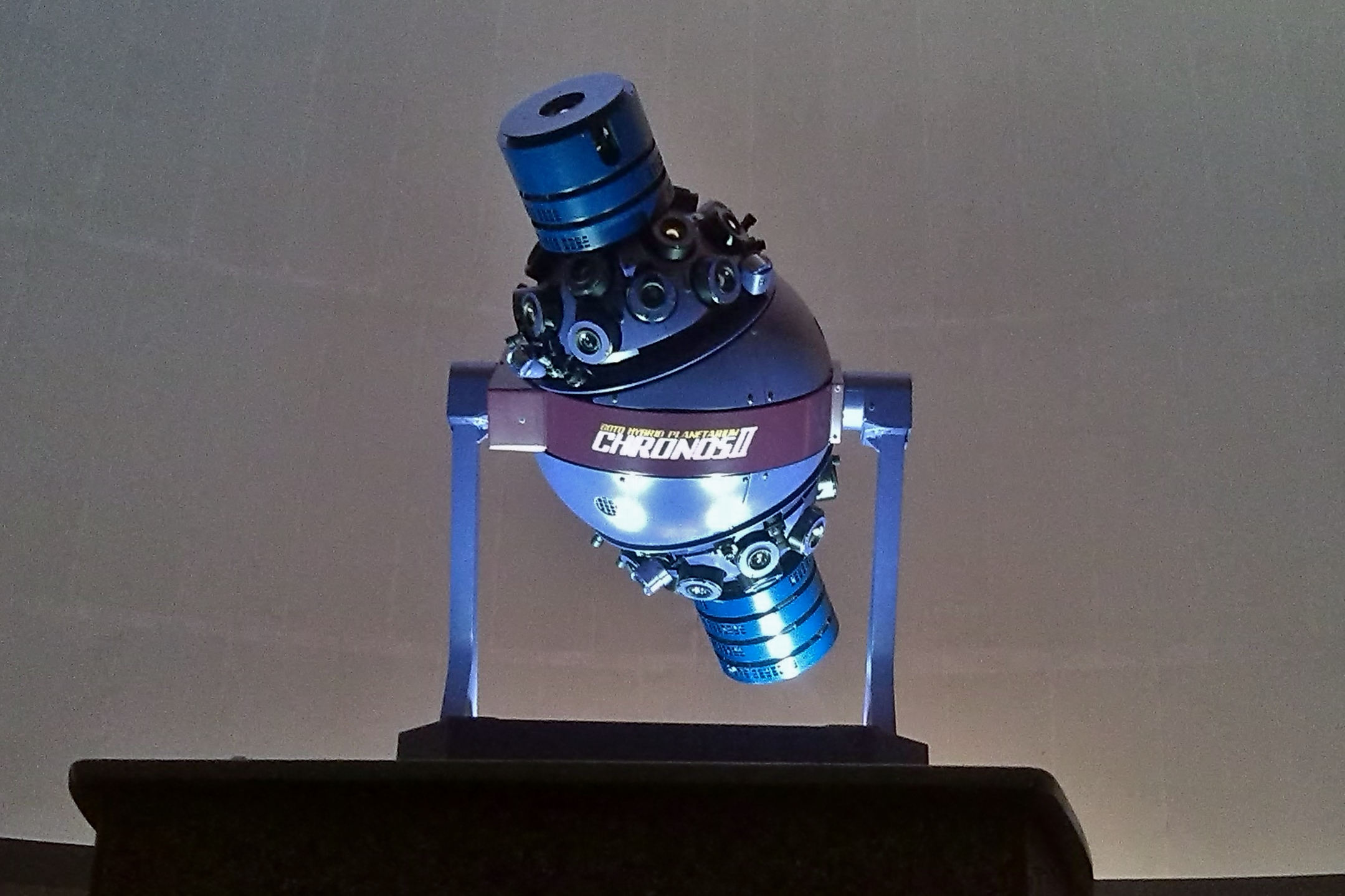
Projektor Chronos II

Das Raumflugplanetarium „Juri Gagarin“ in Cottbus – benannt nach Juri Alexejewitsch Gagarin (1934–1968), dem ersten Menschen im Weltraum – wurde am 26. April 1974 nach knapp zweijähriger Bauzeit am heutigen Lindenplatz eröffnet. Seine Kuppel mit einem Durchmesser von 12,5 m bietet 91 Besuchern Platz. Die Planetariumstechnik erlaubt die Darstellung eines realitätsgetreuen Sternhimmels unabhängig von der Tages- oder Jahreszeit, der geografischen Position oder des Wetters. Es ist jedoch auch möglich, die Erde zu verlassen und praktisch an jeden Ort des bisher bekannten Universums zu gelangen. Regelmäßig finden Planetariumsshows, aber auch Vorträge, Konzerte oder Theateraufführungen statt. Verschiedene Programme können auch in anderen Sprachen, wie Englisch oder Polnisch, gezeigt werden.
Das Planetarium wird seit 2007 vom Planetarium Cottbus e. V. betrieben, einem gemeinnützigen Verein, der aus dem damaligen Förderverein des Planetariums Cottbus e. V. hervorging. Vorher war die Stadt Cottbus Betreiber des Hauses. Die Immobilie ist nach wie vor ihr Eigentum und der Verein wird durch die Stadt Cottbus gefördert.
Noch bis Ende 2012 befand sich der originale Sternprojektor Spacemaster – Raumflugplanetarium von Carl Zeiss aus Jena im Einsatz. Von Januar bis Mitte Juni 2013 wurde das Planetarium von innen und außen modernisiert und der alte Projektor durch ein neues Hybrid-Projektionssystem vom Typ Chronos II – InSpace ersetzt. Der Sternenprojektor stammt von der Firma Goto aus Japan, das Videosystem von RSA Cosmos aus Frankreich. Beide Systeme sind miteinander synchronisiert. Die Modernisierungskosten in Höhe von rund einer Million Euro wurden zu 85 % durch das Interreg IV-Programm der Europäischen Union getragen.
Eine Besonderheit ist die Studiotechnik im Untergeschoss. Seit 1974 werden hier eigene Planetariumsshows produziert, zunächst mit Sternenprojektor und Dias. Später kamen Spezialprojektoren und Videotechnik hinzu. Seit 2013 besitzt das Planetarium eine moderne digitale Ganzkuppel-Videoprojektionsanlage und ist in der Lage, eigene 360° Shows und Filme zu produzieren. Einige der hier produzierten Shows wurden an andere Planetarien im deutschsprachigen europäischen Raum verkauft.